# Nathan Greno
Nathan Greno (Kenosha, 22 marzo 1975) è un regista statunitense.
Ha diretto il film del 2010 Rapunzel - L'intreccio della torre, tratto dalla fiaba dei Fratelli Grimm Raperonzolo.
Dal 2014 ha lavorato ad un film tratto dalla fiaba Jack e la pianta di fagioli intitolato Gigantic, che venne però cancellato nel 2019.
Nel febbraio 2018, è stato annunciato che Nathan Greno aveva firmato un contratto pluriennale con Skydance Media per scrivere e dirigere un film d'animazione per la Skydance Animation, provvisoriamente intitolato Powerless, cambiato con il titolo ufficiale di Pookoo oltre a consultare su progetti in fase di sviluppo.  

## Filmografia

### Regista

#### Lungometraggi
- Rapunzel - L'intreccio della torre (2010)

#### Cortometraggi
- Super Rhino (2009)
- Rapunzel - Le incredibili nozze (2012)

### Sceneggiatore

#### Lungometraggi
- I Robinson - Una famiglia spaziale, regia di Stephen J. Anderson (2007)
- Rapunzel - Le incredibili nozze, regia di Nathan Greno e Byron Howard (2012)

#### Cortometraggi
- Super Rhino (2009)
- Rapunzel - Le incredibili nozze (2012)

### Reparto Artistico
- Koda, fratello orso, regia di Aaron Blaise e Robert Walker (2003)
- Chicken Little - Amici per le penne, regia di Mark Dindal (2005)
- I Robinson - Una famiglia spaziale, regia si Stephen J. Anderson (2007)
- Bolt - Un eroe a quattro zampe, regia di Byron Howard e Chris Williams (2008)
- Frozen - Il regno di ghiaccio, regia di Chris Buck e Jennifer Lee (2013)

### Attore
- I Robinson - Una  famiglia spaziale, regia di Stephen J. Anderson (2007)
- Bolt - Un eroe a quattro zampe, regia di Byron Howard e Chris Williams (2008)
- Larry & Wayne - Missione Natale, regia di Kevin Deters e Stevie Wermers (2009)
- Rapunzel - L'intreccio della torre, regia di Nathan Greno e Byron Howard (2010)
- Rapunzel - Le incredibili nozze, regia di Nathan Greno e Byron Howard (2012)

### Personale Misto
- Big Hero 6, regia di Don Hall e Chris Williams (2014)
- Zootropolis, regia di Rich Moore e Byron Howard (2016)

### Ufficio Animazione
- Mulan, regia di Tony Bancroft e Barry Cook (1998)

### Ringraziamenti
- Paperman, regia di John Kahrs (2012)

## Riconoscimenti

### Golden Globe
- 2011 - Golden Globe
  - Candidatura per il miglior film d'animazione per Rapunzel - L'intreccio della torre (Tangled)

### Annie Awards
- 2010 – Candidatura per miglior film d'animazione per Rapunzel - L'intreccio della torre (Tangled)